# The Aristocats
The Aristocats (bra: Aristogatas; prt: Os Aristogatos) é um filme de comédia musical animado estadunidense de 1970 produzido pela Walt Disney Productions e distribuído pela Buena Vista Distribution. Foi dirigido por Wolfgang Reitherman através de uma história concebida por Ken Anderson, Larry Clemmons, Eric Cleworth, Vance Gerry, Julius Svendsen, Frank Thomas e Ralph Wright. É o último filme de animação da Disney feito com o envolvimento do cofundador da Walt Disney Productions, Roy O. Disney, antes de sua morte em dezembro de 1971. O filme é baseado em um conto de Tom McGowan e Tom Rowe, girando em torno de uma família de gatos aristocráticos e de um conhecido gato de rua que os ajuda após seu mordomo ter os sequestrado para ganhar a fortuna de sua madame, que deixou sua herança para os gatos. O filme apresenta as vozes de Phil Harris, Eva Gabor, Hermione Baddeley, Dean Clark, Sterling Holloway, Scatman Crothers e Roddy Maude-Roxby.
O projeto de The Aristocats começou em 1962 como um roteiro original para um episódio em live-action de duas partes para o seriado Walt Disney's Wonderful World of Color, desenvolvido pelos escritores Tom McGowan e Tom Rowe e pelo produtor Harry Tytle. Após dois anos de reescritas, Tytle sugeriu que o projeto seria mais adequado para ser usado como um filme de animação, no qual a Disney arquivou temporariamente o projeto enquanto The Jungle Book (1967) avançava em sua produção. Quando The Jungle Book estava quase completo, o estúdio nomeou Ken Anderson para desenvolver o trabalho preliminar em The Aristocats, tornando-o o último projeto de filme a ser pessoalmente aprovado por Walt Disney antes de sua morte. Os colaboradores de longa data da Disney, Robert e Richard Sherman, compuseram várias músicas para o filme, embora apenas duas tenham entrado no filme final.
Lançado no final de 1970, o filme foi recebido com críticas geralmente positivas dos críticos de cinema. Também se tornou um sucesso comercial, arrecadando cerca de US$ 28 milhões na época de seu lançamento contra um orçamento estimado em US$ 4 milhões; após alguns relançamentos posteriores, The Aristocats chegou à marca de US$ 191 milhões arrecadados.

## Enredo
Em 1910, a gata Duquesa e seus três gatinhos filhotes, Berlioz, Marie e Toulouse, vivem em Paris numa mansão com a diva da ópera aposentada Madame Adelaide Bonfamille e seu mordomo inglês, Edgar. Os gatos são animais de estimação mimados que vivem um estilo de vida luxuoso e são muito cultos em arte e música, assim como sua dona.
Enquanto prepara seu testamento com o seu advogado, o idoso Georges Hautecourt, Madame declara que sua vasta fortuna será deixada primeiro para seus gatos, depois reverterá para Edgar quando todos eles morrerem. Edgar ouve isso através de uma tubulação instalada na sala da Madame e, após calcular erroneamente que morrerá antes de poder reivindicar sua herança, planeja eliminar os gatos para toma-la direto para si. Ele seda os felinos colocando pílulas para dormir em um prato de creme e os leva em sua motocicleta até uma fazenda colocando-os em uma cesta. Lá, ele é emboscado por dois cães chamados Napoleão e Lafayette, perdendo seu chapéu, sidecar, guarda-chuva, sapatos e a cesta antes de escapar. Os gatos são abandonados no campo durante a chuva que se segue, enquanto Madame Adelaide, o rato da mansão Roquefort, e o cavalo de sela Frou-Frou, descobrem sua ausência.
Na manhã seguinte, Duquesa conhece um gato de rua chamado Thomas O'Malley, que se oferece para guiar ela e seus gatinhos até Paris. O grupo pega uma carona escondido na parte de trás de um caminhão de leite antes de serem descobertos pelo motorista. Mais adiante, ao cruzarem uma ponte ferroviária, os gatos escapam por pouco de serem atropelados por um trem que se aproxima, mas Marie cai em um rio; Thomas imediatamente mergulha e a resgata, mas após ele mesmo quase se afogar na água, Thomas é resgatado por Amelia e Abigail, duas gansos inglesas que estão viajando de férias por ali. As gansos acompanham os gatos até os arredores de Paris, para depois se reunirem com seu tio Waldo, que está embriagado. Enquanto isso, Edgar retorna à fazenda para recuperar seus pertences (com o intuito de eliminar qualquer evidência que possa incriminá-lo) de Napoleão e Lafayette e, depois de alguma dificuldade, finalmente consegue.
Caminhando pelos telhados de um bairro pobre em Paris, os gatos se encontram com o amigo de Thomas, o Gato Pilantra, que canta uma canção para recepciona-los juntamente com vários outros gatos vira-latas do imóvel. Depois que os gatos de rua partem, Thomas e Duquesa conversam em um telhado próximo enquanto os gatinhos escutam no parapeito de uma janela; embora apaixonados, a lealdade de Duquesa à Madame leva a gata a recusar uma proposta de união com Thomas. No dia seguinte, Duquesa e os gatinhos finalmente retornam à mansão de Madame e se despedem de Thomas, que sai entristecido. No entanto, Edgar encontra Duquesa e seus filhotes antes de Madame e os coloca em um baú, decidindo enviá-los para Timbuktu.
Roquefort, após flagrar a recaptura dos gatos, corre atrás de Thomas por instrução de Duquesa, convencendo o gato a retornar à mansão para ajuda-la; Thomas manda Roquefort pedir ajuda a Pilantra e sua gangue. Embora o rato se esforce para explicar a situação aos gatos de rua, Roquefort os traz com sucesso para ajudar Thomas. Thomas, os gatos de rua e Frou-Frou lutam contra Edgar, enquanto Roquefort liberta Duquesa e os gatinhos. No final da luta, Edgar é trancado em seu próprio baú e é enviado inadvertidamente para Timbuktu em vez dos gatos.
Duquesa e seus gatinhos finalmente reencontram Madame Adelaide, que, sem saber o motivo da partida de Edgar, reescreve seu testamento para excluí-lo. Depois de adotar Thomas na família (e este consequentemente se tornar um casal com Duquesa), Madame estabelece uma fundação de caridade, abrigando os gatos de rua de Paris na mansão. Pilantra e sua gangue são os primeiros a se mudar, e cantam sua canção tão alto que Napoleão e Lafayette conseguem ouvi-la de sua fazenda.

## Elenco e personagens
- Phil Harris como Thomas O'Malley, um gato feral que faz amizade com Duquesa e seus filhotes, tornando-se uma figura paterna para os gatinhos e se apaixonando por Duquesa.
- Eva Gabor como Duquesa (Duchess em inglês), a refinada e elegante gata angorá turca de Madame Adelaide e mãe de três filhotes, que acredita ser forçada a escolher entre a lealdade à Madame e sua própria paixão a Thomas O'Malley no final do filme.

Robie Lester forneceu a voz para Duquesa nas canções do filme.
- Hermione Baddeley como Madame Adelaide Bonfamille, uma senhora rica ex-cantora de ópera e dona de Duquesa e seus gatinhos, a qual ela mima muito a ponto de deixar sua herança para os felinos.
- Roddy Maude-Roxby como Edgar Balthazar, o estúpido mordomo ganancioso de Madame Adelaide, que tenta se livrar de seus gatos para herdar sua fortuna.
- Gary Dubin como Toulouse, o gatinho mais velho dos três filhotes de Duquesa, que idolatra todos os gatos de rua, especialmente Thomas. Embora tente parecer durão, ele não passa de um gato tranquilo. É também um pintor talentoso, tendo como inspirações o artista francês Henri de Toulouse-Lautrec.
- Liz English como Marie, a gatinha do meio e a única fêmea. Sonhadora e aparentemente mimada, mas também é muitas vezes imperiosa, atrevida ou esnobe com seus irmãos, embora faça o melhor para ser como sua mãe. Ela é uma cantora talentosa e recebeu seu nome em homenagem à rainha da França, Maria Antonieta.
- Dean Clark como Berlioz, o caçula dos irmãos. Ele pode parecer quieto, mas é bastante travesso. É doce, mas facilmente irritado e difícil de impressionar, geralmente sendo o primeiro a fazer um comentário sarcástico. Ele é um pianista talentoso, nomeado em homenagem ao compositor francês Hector Berlioz.[9]
- Sterling Holloway como Roquefort, um rato doméstico que vive no interior das paredes da mansão de Madame e é amigo dos gatos.
- Scatman Crothers como Gato Pilantra (Scat Cat em inglês), o melhor amigo de Thomas e líder de uma gangue de gatos de rua que tocam jazz. Pilantra toca trompete na banda.
- Paul Winchell como Shun Gon, um gato siamês da gangue de Pilantra. Ele toca piano e bateria feitos de potes.
- Lord Tim Hudson como Hit Cat, um gato inglês da gangue de Pilantra. Ele toca violão acústico.
- Vito Scotti como Peppo, um gato italiano da gangue de Pilantra. Ele toca concertina.
- Thurl Ravenscroft como Billy Boss, um gato russo da gangue de Pilantra. Ele toca contrabaixo.
- Nancy Kulp como Frou-Frou, uma égua que guia a carruagem de Madame Adelaide e amiga de Roquefort e dos gatos, que subjuga Edgar.

Ruth Buzzi forneceu a voz para Frou-Frou nas canções do filme.
- Pat Buttram como Napoleão (Napoleon em inglês), um cão de caça bloodhound que ataca Edgar quando ele invade a fazenda onde ele mora. Sempre que seu companheiro Lafayette faz uma sugestão de como agir, Napoleão insiste que ele está no comando, passando a "adotar as sugestões" de Lafayette como sendo suas.
- George Lindsey como Lafayette, um cão basset e companheiro de Napoleão. Às vezes, ele se mostra mais inteligente que Napoleão, embora seja mais "passivo" nas decisões da dupla.

- Charles Lane como Dr. Georges Hautecourt, o advogado excêntrico de Madame Adelaide, que também é seu amigo mais antigo. Ele é extremamente animado, apesar da idade avançada.

- Monica Evans como Abigail Gabble, irmã gêmea de Amelia, uma gansa que faz amizade com os gatos após salvar Thomas de ser levado pelo rio.
- Carole Shelley como Amelia Gabble, irmã gêmea de Abigail, uma gansa que faz amizade com os gatos após salvar Thomas de ser levado pelo rio.
- Bill Thompson como Tio Waldo, o tio ganso de Abigail e Amelia a qual estas viajam para visita-lo em Paris, encontrando-o embriagado na cidade.

## Produção

### Desenvolvimento da história
Em 9 de dezembro de 1961, Walt Disney sugeriu que Harry Tytle e Tom McGowan encontrassem algumas histórias de animais para conceber um episódio em live-action de duas partes para o programa de televisão Wonderful World of Color. Durante as festividades do Ano Novo de 1962, McGowan leu várias histórias, incluindo um livro infantil sobre uma gata e seus gatinhos ambientados na cidade de Nova York. No entanto, Tytle sentiu que o sugerido cenário de Londres já havia sido demasiadamente explorado em One Hundred and One Dalmatians (1961) e sugeriu ambientar a história dos gatos em Paris. Seguindo o enredo bruto, a história se centrava em dois servos, um mordomo e uma empregada, que estavam na fila para herdar a fortuna de uma madame excêntrica depois que os gatos de estimação desta morreriam, o que os faz desenvolver tentativas fracassadas e tolas de eliminar os felinos. Os atores Boris Karloff e Françoise Rosay estavam em mente para retratar o mordomo e a angustiada Madame. Uma subtrama centrada na gata escondendo seus filhotes para mantê-los longe do perigo em uma variedade de casas e locais diferentes ao redor de Paris também estava no conceito original. Durante as filmagens do episódio "Escapade in Florence" (1962) do seriado, McGowan trouxe a Tytle a história que havia sido escrita por Tom Rowe, um escritor americano que vivia em Paris.

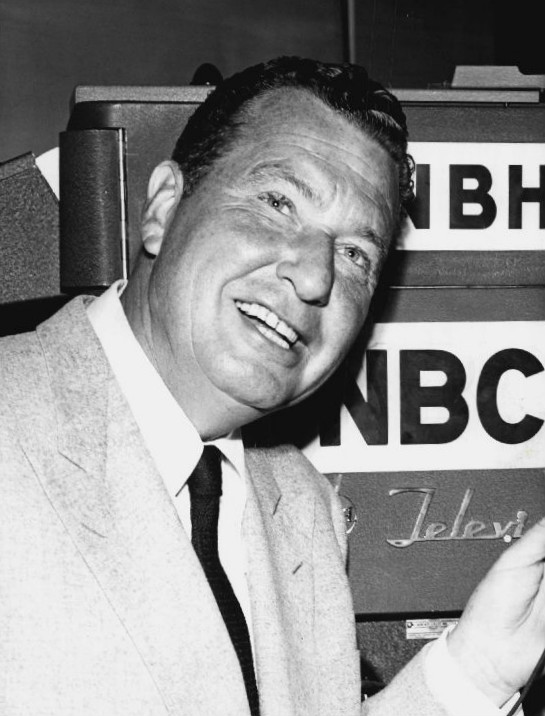
Antes de sua morte em 1966, Walt Disney contatou Phil Harris (foto) para dar voz a Thomas O'Malley.

Em agosto de 1962, eles enviaram o tratamento da história completa para Burbank, onde foi devolvido como "rejeitado" pelos estúdios Disney. McGowan, chateado com a rejeição, sugeriu vender o tratamento em outro lugar, mas depois soube que Disney estava hospedado no Connaught Hotel em Londres. McGowan então colocou o tratamento em um envelope para Disney ler na recepção do local. Disney contatou McGowan, afirmando que gostou do tratamento e se encontraria com Tytle em Lisboa, Portugal. Em 29 de agosto, durante o voo de volta para Londres, Disney disse a Tytle para investir a história em um filme para o cinema em live-action, com McGowan atuando como diretor. Disney também recomendou mais revisões da história, uma das quais foi a eliminação de um dos personagens gatinhos.
As revisões do roteiro foram feitas posteriormente em janeiro e fevereiro de 1963. Em junho de 1963, Rowe escreveu uma carta à Disney abordando seu descontentamento com as revisões do roteiro, na qual Tytle respondeu a Rowe que as mudanças aprovadas pela Disney seriam mantidas. No entanto, o projeto foi temporariamente arquivado e, em agosto de 1963, Tytle sugeriu que The Aristocats deveria ser retrabalhado em um filme de animação, com o qual a Disney concordou. Por recomendação de Disney, Tytle apresentou o projeto a Wolfgang Reitherman, que estava dirigindo The Jungle Book (1967), que concordou que a história funcionaria muito bem como um filme de animação. Por esse motivo, a Disney arquivou temporariamente o projeto, pois o departamento de animação estava ocupado com The Jungle Book. Em abril de 1964, o artista de história Otto Englander foi designado para trabalhar no projeto. Em novembro deaquele ano, durante uma reunião de história, a Disney sentiu que os gatos deveriam conversar entre si, mas nunca na frente dos humanos, em uma abordagem semelhante à One Hundred and One Dalmatians. Devido a atrasos na produção, o produtor de estúdio Bill Anderson aconselhou Tytle a centralizar seus esforços no projeto como um live-action; no entanto, após a subsituição de Anderson por Winston Hibler, The Aristocats seguiu como um projeto de filme animado.
Em 1966, a Disney designou Ken Anderson para determinar se The Aristocats seria adequado para um filme de animação. Com orientação ocasional de Reitherman, Anderson trabalhou do zero e simplificou as duas histórias em uma que se concentrasse mais nos gatos. Walt Disney chegou a ver os esboços preliminares e aprovou o projeto pouco antes de sua morte. Depois que The Jungle Book foi concluído, o departamento de animação começou a trabalhar em The Aristocats. Reitherman assumiu as funções de produção e, mais tarde, descartou a história mais emocional da obsessão de Duquesa em encontrar adotantes humanos adequados aos talentos de seus gatinhos. Em vez disso, o filme seria reformulado como uma comédia de aventura no estilo de One Hundred and One Dalmatians. Além disso, a personagem Elvira, a empregada, que estava planejada para ser dublada por Elsa Lanchester, foi removida da história, colocando Edgar como o vilão central para simplificar melhor o enredo.

### Seleção de elenco
Assim como ocorreu em The Jungle Book, os personagens foram modelados nas personalidades dos dubladores. Em 1966, a Disney contatou Phil Harris para improvisar o roteiro e, logo depois, ele foi escalado para dar voz a Thomas O'Malley. Para diferenciar o personagem de Baloo (de The Jungle Book), Reitherman observou que Thomas era "mais baseado em Clark Gable do que em Wallace Beery, que foi em parte o modelo para Baloo". Além disso, Reitherman escalou Eva Gabor como Duquesa, observando que ela tinha "a voz feminina mais fresca que já tivemos", e Sterling Holloway como o rato Roquefort. Louis Armstrong foi inicialmente planejado para dar voz ao Gato Pilantra, mas ele teve que desistir em última hora do projeto devido a uma doença. Isso acarretou na contratação às pressas de Scatman Crothers, que foi orientado a imitar Armstrong para dar voz ao personagem. Pat Buttram e George Lindsey foram escalados como os cães da fazenda, o que provou ser uma escolha certíssima entre os produtores, inspirando-os, inclusive, a incluir mais uma cena engraçada onde Edgar retorna à fazenda para recuperar seus pertences perdidos.

### Animação
Ken Anderson passou dezoito meses desenvolvendo o desenho dos personagens. Cinco dos lendários Nove Anciões da Disney trabalharam em The Aristocats. Originalmente, Thomas seria desenhado com listras para se parecer com um gato malhado, mas essa ideia foi descartada uma vez que Reitherman considerou a dificuldade que encontrou em animar Shere Khan em The Jungle Book.

### Música

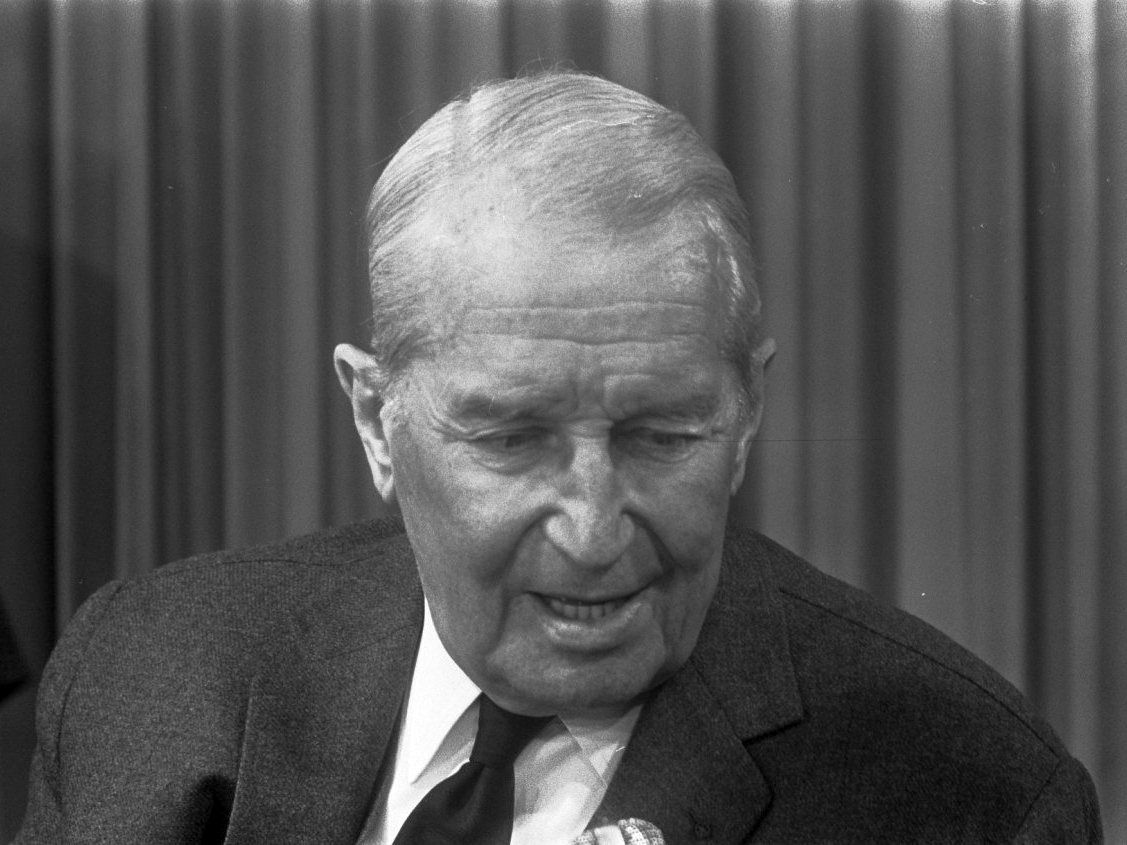
Maurice Chevalier saiu da aposentadoria para cantar a canção-título.

The Aristocats foi o último filme de animação da Disney em que Robert e Richard Sherman trabalharam como compositores da equipe, ficando frustrados com a administração do estúdio após a morte de Disney. Enquanto empregados, os irmãos Sherman concluíram seu trabalho no filme, mas não retornariam à Disney até que fossem convidados a compor músicas para The Tigger Movie (2000).
Os irmãos Sherman compuseram várias músicas, mas apenas a música-título e "Scales and Arpeggios" foram incluídas no filme final. Desejando capturar a essência da França, os irmãos Sherman compuseram a canção "The Aristocats". O produtor de filmes da Disney, Bill Anderson, sugeriu que Maurice Chevalier cantasse a música-título. Seguindo a sugestão, Richard Sherman imitou a voz de Chevalier enquanto ele executava uma demo para a música. Chevalier recebeu a demo e foi tirado da aposentadoria para cantar a música. As músicas deletadas que eram destinadas ao filme incluíam "Pourquoi?", cantada por Hermione Baddeley como Madame Bonfamille, e "She Never Felt Alone" cantada por Robie Lester como Duquesa.
Para o número musical final, os irmãos Sherman compuseram "Le Jazz Hot", mas "Ev'rybody Wants to Be a Cat", composta por Floyd Huddleston e Al Rinker, foi usada em seu lugar. Por fim, uma canção-tema para a vilã foi imaginada para ser cantada por Edgar e sua assistente Elvira como um dueto romântico, mas a canção foi abandonada quando Elvira foi removida da história. Outra canção excluída foi "My Way's The Highway" que seria o tema de Thomas, mas os cineastas fizeram Terry Gilkyson compor a canção homônima "Thomas O'Malley Cat"; Gilkyson explicou: "Era a mesma canção, mas eles a orquestraram duas vezes. Eles usaram a mais simples, porque podem ter pensado que a outra era muito elaborada ou muito quente. Era uma versão jazz com uma orquestra completa".
A música instrumental foi composta por George Bruns, que se baseou em sua experiência com bandas de jazz na década de 1940 e decidiu empregar o uso de musettes semelhante a um acordeão para dar um toque francês nas trilhas.
Em 21 de agosto de 2015, em homenagem ao 45º aniversário do filme, uma nova trilha sonora foi lançada como parte do álbum Walt Disney Records: The Legacy Collection. O lançamento inclui as músicas e a partitura usadas no filme, junto com "The Lost Chords of the Aristocats" (que apresenta músicas escritas para o filme, mas não usadas), e versões de álbuns lançadas anteriormente das músicas como faixas bônus.

### Faixas
As músicas originais tocadas no filme incluem:
| N.º | Título                                  | Performer(s)                                       | Duração |  |
| 1.  | "The Aristocats"                        | Maurice Chevalier                                  |         |  |
| 2.  | "Scales and Arpeggios"                  | Robie Lester, Gary Dubin, Liz English e Dean Clark |         |  |
| 3.  | "Thomas O'Malley Cat"                   | Phil Harris                                        |         |  |
| 4.  | "Ev'rybody Wants to Be a Cat"           | Scatman Crothers, Phil Harris e Robie Lester       |         |  |
| 5.  | "She Never Felt Alone"                  | Robie Lester                                       |         |  |
| 6.  | "Ev'rybody Wants to Be a Cat (Reprise)" | Chorus                                             |         |  |

## Lançamento
The Aristocats foi lançado originalmente nos cinemas estadunidenses em 24 de dezembro de 1970, sendo acompanhado do curta-metragem de 1957 Niok, the Orphan Elephant.
Foi relançado nos cinemas estadunidenses em 1980 e 1987, seguido por um relançamento internacional em 1994.[carece de fontes?]

### Mídia doméstica
O filme foi lançado em VHS na Europa em 1º de janeiro de 1990, embora no Reino Unido o lançamento só ocorreu em 1995. Na América do Norte, foi lançado pela primeira vez em 24 de abril de 1996, como parte da Masterpiece Collection.
Em janeiro de 2000, a Walt Disney Home Video lançou a Gold Classic Collection, a qual The Aristocats foi lançado como parte desta em 4 de abril de 2000 em VHS e DVD. O DVD continha o filme em sua proporção de aspecto 1,33:1 aprimorada com som surround Dolby 2.0. O lançamento da Gold Collection foi discretamente descontinuado em 2006. Um novo DVD de edição especial de disco único (anteriormente anunciado como um conjunto de 2 discos) foi lançado em 5 de fevereiro de 2008.
A Disney lançou o filme em Blu-ray pela primeira vez em 21 de agosto de 2012. A combinação de 2 discos da edição especial Blu-ray/DVD (tanto na embalagem Blu-ray quanto na embalagem DVD) apresentou uma nova transferência digital e novo material bônus. Uma edição de DVD de disco único também foi lançada no mesmo dia.
Em homenagem ao 100º aniversário da Disney, The Aristocats foi relançado em 28 de fevereiro de 2023 como parte da coleção Disney100 (nos formatos Blu-ray e DVD). Um pacote exclusivo do Walmart, lançado no mesmo dia, contém um broche comemorativo colecionável.

## Recepção

### Bilheteria
Até janeiro de 1972, The Aristocats havia arrecadado US$ 10,1 milhões em aluguéis de bilheteria nos Estados Unidos e Canadá. No exterior, o filme se tornou o "lançamento geral estadunidense" mais popular nas bilheterias britânicas em 1971, obtendo lucros de US$ 2,6 milhões.
A animação se tornou o filme de maior audiência na França em 1971, com 12,7 milhões de ingressos vendidos. Atualmente é o vigésimo filme de maior bilheteria de todos os tempos naquele país, arrecadando US$ 3,6 milhões em aluguéis de bilheteria. No mesmo ano, foi o filme de maior audiência lançado na Alemanha, com mais de 11 milhões de ingressos vendidos. Atualmente é o 11º filme de maior bilheteria na Alemanha de todos os tempos. No final de sua exibição teatral inicial, o filme havia arrecadado US$ 11 milhões de receita interna estadunidense e US$ 17 milhões em outros países, perfazendo um total mundial de US$ 28 milhões (tornando-se um sucesso comercial contra o seu orçamento de cerca de US$ 4 milhões).
O filme foi relançado nos cinemas dos Estados Unidos em 19 de dezembro de 1980, onde arrecadou US$ 18 milhões adicionais e novamente em 10 de abril de 1987, onde arrecadou mais US$ 17 milhões. Em seu relançamento mundial em 1994, The Aristocats obteve US$ 32 milhões arrecadados, sendo US$ 11 milhões oriundos da França. Atualmente, somando todos os lançamentos, o filme possui um total doméstico de US$ 55,7 milhões e de US$ 191 milhões de receita mundial total.

### Resposta crítica
O filme também foi recebido positivamente pela crítica em geral. O crítico cinematográfico Howard Thompson, escrevendo para o jornal The New York Times, elogiou o filme como "muito divertido o tempo todo, bem temperado com músicas e coroado com uma das mais engraçadas sessões de jazz de todos os tempos estrelada por um bando de boêmios desgrenhados liderados por um 'Gato Pilantra'". Roger Ebert, em resenha para o Chicago Sun-Times, concedeu ao filme três estrelas de quatro, resumindo The Aristocats como "leve, agradável e engraçado, [com] a caracterização é forte, e [que] as vozes de Phil Harris (O'Malley, o gato de rua) e Eva Gabor (Duquesa, a mãe gata) são encantadoras em sua absoluta correção". Charles Champlin, do Los Angeles Times, escreveu que o filme "tem um charme gentil e bem-humorado que encantará tanto os pequenos quanto os mais velhos"; ele elogiou a animação, mas observou que o filme "carece de um certo tipo de vigor, ousadia e arrojo, um tipo de ênfase focada que você diria que é uma marca registrada da Disney". Arthur D. Murphy da revista Variety elogiou o roteiro do filme, dizendo que é "ajudado imensamente pelas vozes de Phil Harris, Eva Gabor, Sterling Holloway, Scatman Crothers e outros, além de algumas animações, canções, sentimentos, alguns diálogos excelentes e até mesmo um toque de psicodelia". Stefan Kanfer, resenhando para a revista Time, observou que "[as] melodias nos esforços anteriores da Disney foram mais ricas. Mas para integração de música, comédia e enredo, The Aristocats não tem rivais".
O comentarista Gene Siskel do Chicago Tribune sentiu que a "arte e a história do filme não se comparam aos grandes filmes da Disney, como Branca de Neve, Pinóquio, Bambi e Dumbo, mas há humor juvenil suficiente para manter as crianças sentadas durante os 78 minutos". Para seu relançamento em 1987, o historiador de animação Charles Solomon criticou seu enredo episódico, anacronismos e elementos de enredo emprestados de filmes de animação anteriores da Disney, mas mesmo assim argumentou: "mesmo no seu menos original, os artistas da Disney fornecem a melhor animação - e mais entretenimento - do que os recentes filmes de animação que outros estúdios vendem como The Care Bears, Rainbow Brite [ambos de 1985] e Transformers [de 1986]". Escrevendo em seu livro The Disney Films, o historiador e crítico de cinema da Disney Leonard Maltin escreveu que "o pior que se poderia dizer de The Aristocats é que ele é esquecível. É executado suavemente, é claro, e agradável, mas nem sua história superficial nem seus personagens têm qualquer ressonância". Além disso, em seu livro Of Mice and Magic, Maltin criticou o filme por "reutilizar Phil Harris para 'replicar'" o personagem Baloo de The Jungle Book, descartando o personagem Thomas O'Malley como "essencialmente o mesmo personagem, ditado pela mesma personalidade de voz".
No agregador de resenhas Rotten Tomatoes, 64% dos 33 críticos deram ao filme uma avaliação positiva, o que o fez ter uma classificação média de 5,8/10 e ganhando a classificação "fresco" do site; o consenso do portal afirma: "Embora The Aristocats seja um esforço mediano para a Disney, ele é redimido pelo trabalho fantástico de seu elenco de dubladores e algumas músicas 'jazzísticas'". No Metacritic, o filme tem a pontuação média ponderada de 66/100, com base em 12 críticos, indicando "avaliações geralmente favoráveis".
O filme foi indicado para constar na lista das dez melhores animações estadunidenses do American Film Institute em 2008, mas acabou não constando na lista final.

### Controvérsia
Em 2021, o filme foi uma das várias animações que a Disney impôs a censura "recomendável para espectadores acima de 7 anos" em seu serviço de streaming Disney+, alegando que o personagem Shun Gon era um estereótipo racista do povo do Leste Asiático.

## Sequência cancelada
Em 2005, o Disneytoon Studios planejou originalmente fazer uma continuação do filme, junto com sequências de Chicken Little (2005) e Meet the Robinsons (2007). Originalmente planejado para ser um longa-metragem de animação 2D, os executivos da Disney decidiram produzir o filme em animação por computador para atrair mais interesse. Além disso, a história deveria girar em torno de Marie, a gatinha do meio, que se apaixona por outro gatinho a bordo de um navio de cruzeiro de luxo. No entanto, ela e sua família logo devem enfrentar um ladrão de joias em mar aberto. O projeto foi cancelado quando John Lasseter foi nomeado o novo diretor de criação da Disney, no qual ele cancelou todas as sequências futuras que a Disneytoon havia planejado e, em vez disso, focou em mais produções com histórias originais ou spin-offs.